# Franz Anton Kerl
Franz Anton Kerl (* 12. Februar 1770 in Platten, Böhmen; † 19. August 1849 ebenda) war ein böhmischer Handelsmann und Löffelfabrikant. Er gilt als erster Verleger von verzinnten Eisenlöffeln.

## Leben
Franz Anton Kerl wurde als Sohn des Cornelius Kerl und dessen Ehefrau Maria Francisca geb. Seeling in Platten geboren. Bereits seit 1799 handelte er mit blauer Farbe, Eisen und Stahl. Er gilt als erster Verleger verzinnter Eisenlöffel und begründete einen bedeutenden Industriezweig in der Region. Seine Fabrik beschäftigte 300 Menschen. Die Erzeugung wurde auf 200.000 Dutzend angegeben, wobei seine Erzeugnisse relativ preisgünstig waren: so kostete laut Preis-Verzeichnis 1200 Stück Esslöffel 18 bis 23 Gulden, Kinderlöffel 17 Gulden und doppelt verzinnte Tafellöffel 44 bis 46 Gulden. Er nahm an diversen österreichischen Gewerbe-Ausstellungen teil und wurde auf Grund der Bedeutung und des hohen Absatzes seiner Produkte mit der brozernen Medaille ausgezeichnet. Kerl starb 1849. Sein Sohn war Spitzen- und Blaufarbenfabrikant Felix Kerl. Sein Schwiegersohn der Spitzen- und Weißwarenfabrikant Joseph Kunzmann. Einer seiner Enkel war der Spitzenfabrikant und Bürgermeister von Neudek Karl Kunzmann.

## Familie
Franz Anton Kerl heiratete in erster Ehe Maria Anna Josepha Miesl (1771–1808) und in zweiter Ehe Maria Anna Fischer (1792–1858). 
- Maria Anna Barbara Karolina (* 1799)
- Felix Caspar (1802–1876), k. k. priv. Spitzen- und Blaufarbenfabrikant; ⚭ Carolina Franziska Miesl
- Joseph Kosmas Damian (1804–1855), Kauf- und Handelsmann, Eichorienfabrikant
- Barbara Franca Juliana (1810–1839); ⚭ Joseph Günther
- Maria Anna Karolina (1812–1853); ⚭ Kaspar Joseph Kunzmann; k. k. priv. Spitzen- und Weißwarenfabrikant
- Joseph Nicklas (* 1817)
- Franz Augustin (* 1819)